# میوه ساده
میوه‌های ساده (به انگلیسی: Simple fruit) نتیجه رسیدن به میوه یک تخمدان ساده یا مرکب در یک گل با یک مادگی است. در مقابل، یک گل منفرد با چندین مادگی به‌طور معمول یک میوه گروهه تولید می‌کند. و از ادغام چندین گل، یا «چندگل»، میوه «چندگانه» به دست می‌آید. یک میوه ساده بیشتر به دو دسته خشک یا گوشتی طبقه‌بندی می‌شود.

## انواع میوه‌های ساده

### میوه‌های ساده خشک
- فندقه – بیشتر در میوه‌های مرکب (مانند توت فرنگی) دیده می‌شود.
- کپسول - (فندق برزیل: از نظر گیاه‌شناسی، آجیل نیست).
- گندمه - (غلات دانه‌ای، از جمله گندم، برنج، جو دوسر، جو).
- فندقه‌وار - میوه‌ای شبیه فندقه که از گلچه‌های منفرد در یک کاپیتولوم به دست می‌آید: (قاصدک).
- شفت فیبری - (نارگیل، گردو: از نظر گیاه‌شناسی، هیچ‌یک آجیل واقعی نیست).
- برگه – برگه‌ها از یک برچه تشکیل می‌شوند و با یک بخیه باز می‌شوند. همچنین معمولاً در میوه‌های مرکب دیده می‌شود: (مگنولیا، گل صدتومانی).
- حبوبات - (لوبیا، نخود، بادام زمینی: از نظر گیاه‌شناسی، بادام زمینی دانه حبوبات است، نه آجیل).
- تسبیحی - نوعی حبوبات غیرقابل مهار: (ماشک شیرین یا سیب‌زمینی وحشی).
- فندقی - (راش، فندق، بلوط (از بلوط): از نظر گیاه‌شناسی، اینها آجیل واقعی هستند.
- فندقه بالدار – (زبان‌گنجشک، نارون، افرا).
- چاک‌بر – (دانه هویج).
- خورجین – (دانه تربچه).
- Silicle – (کیسه کشیش).
- Utricle – (چغندر، ترشک).

میوه‌هایی که بخشی یا همهٔ پریکارپ (دیواره میوه) در زمان بلوغ گوشتی است، میوه‌های ساده گوشتی نامیده می‌شوند.

### میوه‌های ساده گوشتی
- توت - توت رایج‌ترین نوع میوه گوشتی است. کل لایه بیرونی دیواره تخمدان به یک «پریکارپ» بالقوه خوراکی می‌رسد (پایین را ببینید).
- میوه هسته‌دار یا شفت – مشخصه قطعی شفت، سنگ سخت و «خط‌دار» است (گاهی «گودال» نامیده می‌شود). از دیواره تخمدان گل گرفته می‌شود: زردآلو، گیلاس، زیتون، هلو، آلو، انبه.
- سیبی - میوه‌های گلابی: سیب، گلابی، گل رز، توت ساسکاتون و غیره، میوه‌ای گوشتی سنکارپ (جوش‌خورده) هستند، میوه‌ای ساده که از یک تخمدان نیمه‌پایین ایجاد می‌شوند. پوم‌ها از خانواده گل‌سرخیان هستند.